# Jay C. Rees
Jay Carlyle Rees (Detroit, 1961) is een Amerikaans componist, muziekpedagoog en dirigent.

## Levensloop
Rees studeerde van 1979 tot 1984 aan de Universiteit van Miami in Coral Gables en behaalde zijn Bachelor of Music. Vervolgens studeerde hij aan de Universiteit van Arizona in Tucson en behaalde zijn Master of Music.
Sinds 1995 is hij dirigent van de harmonieorkesten (Symphonic Band, Concert Band, Wind Ensemble, Marching Band (Pride of Arizona), Pep Band) van de Universiteit van Arizona in Tucson en eveneens professor in muziek aan deze universiteit. 
Hij schreef verschillende werken voor harmonieorkest en is een veelgevraagd jurylid bij wedstrijden.

## Composities

### Werken voor harmonieorkest
- First Suite for Winds and Percussion
  1. Fanfare
  2. Folk Song
  3. Finale
- Severe Tire Damage
- Teardrop
  1. ... only to stop for a teardrop, ... a dark storm raging ...
  2. ... sharing and letting go, but never really letting go, ... resisting explanation, relentlessly seeking ...
  3. ... tears drop, poetic and proud, ... returning forever home, to the ocean ...
- Western tunes, voor zang en harmonieorkest - tekst: Gregory James Taylor

## Publicaties
- samen met Paul Buyer: Marching Bands and Drumlines: Secrets of Success from the Best of the Best, 2009.